# 熊出没之熊心归来
熊出没之熊心归来（英文片名：Boonie Bears: The Big Top Secret）(imdbtt5471154)，是2016年上映的中国大陆动画，是熊出没系列电影的第三部。

## 情节
由于雨季的到来，加上动物们对于森林防洪坝的修建的偷工减料与玩忽职守，导致失望的熊大离家出走，流浪途中，熊大被一辆马戏团卡车吸引，并意外救下了因表演失误而受伤的马戏团明星黑猩猩--黑风看中熊大的潜力，邀请它加入马戏团。在马戏团，熊大认识了新的动物朋友，并且通过表演空中飞熊成为了马戏团新的动物明星，然而，在熊二和森林的动物们来找到熊大并且邀请它回到森林的时候，熊大拒绝了，他已经爱上了马戏团的生活，心灰意冷的熊二在准备放弃的时候，它意外得知了黑风与幕后黑手王老板进行勾结，熊二赶紧回去劝说熊大，但熊大并不相信，但就在这时，熊二和其他的动物朋友被王老板和他的部下发现，并且控制了起来，情况危急。熊大终于意识到了事情的严重性，他不再逃避责任，于是他找到黑风对峙，原来黑风之所以帮助王老板，也是有它自己的难言之隐。熊大鼓励黑风一起解救那些被囚禁的动物们。熊大与黑风制定了详细的计划，解救出了动物，并且与光头强配合充分，成功的把动物转到了安全的地方，但是王老板也跟了上来，想要和熊大同归于尽，危急时刻，熊大和黑风让王老板的阴谋破产，王老板被随后赶过来的公安抓住。电影的最后，熊大和森林的动物们和解，并且和黑风以及马戏团的朋友们成了很好的朋友。

## 演职员

### 配音
| 角色   | 大陆配音 | 备注                       |
| 熊大   | 万丹青   | 睿智有主见                 |
| 熊二   | 张秉君   | 贪吃贪睡，傻乎乎           |
| 蹦蹦   | 李密思   | 一只松鼠，过分胆小而敏感   |
| 光头强 | 张伟     | 人类代表，为利益不择手段   |
| 毛毛   | 孫曉東   | 一只猴子，吉吉的跟班       |
| 涂涂   | 萬丹青   | 一只猫头鹰，很健忘         |
| 吉吉   | 陳光     | 一只猴子，自称为丛林的国王 |
| 萝卜头 |          | 丛林里的一只地鼠           |
| 肥波   |          | 一只野貓，十分奸狡         |

## 票房
截止2016年2月19日，熊出没之熊心归来票房达到2.84亿。